# Фэнтезийная комедия
Фэнтезийная комедия или комедийное фэнтези — поджанр фэнтези, юмористический по намерениям и тону. Как правило, сюжет фэнтезийной комедии, действие которой происходит в воображаемых мирах, часто включает в себя каламбуры и пародии на другие фэнтезийные произведения.

## Другие медиа
Поджанр также был представлен на телевидении, например, в телесериале «I Dream of Jeannie», « Kröd Mändoon». Примерами на радио являются «Hordes of the Things» и «ElvenQuest». Комедийные фильмы в жанре фэнтези могут быть пародиями («Монти Пайтон и Священный Грааль»), комедиями с элементами фэнтези («Быть Джоном Малковичем»), либо анимационными («Шрек»). Он также использовался в фильме «Джуманджи: Зов джунглей».